# Kuźmina
Kuźmina – wieś w Polsce położona w województwie podkarpackim, w powiecie przemyskim, w gminie Bircza. Leży na Pogórzu Przemyskim.
Do 1954 istniała gmina Kuźmina. W latach 1954–1959 wieś należała i była siedzibą władz gromady Kuźmina, po jej zniesieniu w gromadzie Leszczawa Dolna. W latach 1975–1998 miejscowość administracyjnie należała do województwa przemyskiego.
W Kuźminie znajduje się najgłębszy w Polsce otwór wiertniczy „Kuźmina-1”, o głębokości 7541 m. Był to otwór badawczy, mający na celu zbadanie budowy geologicznej Karpat. Do krystalicznego podłoża dowiercono się na głębokości ponad 7300 m.

## Części wsi
| SIMC    | Nazwa        | Rodzaj    |
| ------- | ------------ | --------- |
| 0599327 | Chałupki     | część wsi |
| 0599333 | Dolny Koniec | część wsi |
| 0599340 | Górny Koniec | część wsi |
| 0599356 | Kiczora      | część wsi |
| 0599362 | Rzeki        | część wsi |

## Historia
Pierwsza wzmianka o Kuźminie pochodzi z 1497; następna, z 1500. Pierwszą cerkiew zbudowano w 1526. W XIX w. wieś należała do Pieciorowskich. W połowie i pod koniec XIX wieku właścicielem posiadłości tabularnej w Kuźminie był Ryszard Pieściorowski. Na wschód od wsi znajdują się fragmenty fortyfikacji dworskich. Pod koniec XIX w. wieś dzieliła się na cztery części: Kuźminę Górną, Margel, Kiczerę i Kamionkę zwaną również Wapienisko. W 1938 wieś była widownią kilkudniowych starć ludności ukraińskiej z Kuźminy i okolic, walczącej o odebraną im cerkiew, z Polakami. Po kilku dniach starć sytuację opanowały oddziały żandarmerii ściągnięte z Dobromila, Sanoka i Przemyśla. Kilkadziesiąt osób, w tym kobiety i dzieci, zostało pobitych, a kilka zakatowano na śmierć. Cerkiew została przez władze polskie zamknięta, a udostępniły ją z powrotem wiernym dopiero okupacyjne władze niemieckie w 1941. 
W II Rzeczypospolitej wieś położona powiecie dobromilskim województwa lwowskiego. 23 października 1945 nacjonaliści ukraińscy z OUN-UPA zaatakowali wieś. W obronie ludności cywilnej zginęło 10 żołnierzy Wojska Polskiego. Atak został odparty, ale w październiku i listopadzie tegoż roku banderowcy zamordowali tu 19 Polaków.
Z Kuźminy pochodził Władysław Solarz.

### Kuźmina w 1929
- Właściciel ziemski: Neuman Wład. (307 ha)
- Lasy-eksploatacja: Sontag H.
- Kowal: Kozioł F.
- Różne towary: Roth G., Śliwka L.
- Tartak: Langman Ch.
- Wyszynk trunków: Langman Ch.

## Kwatera wojskowa na cmentarzu
W obrębie cmentarza parafialnego znajduje się trzynaście mogił żołnierzy Wojska Polskiego, którzy polegli w walkach z Ukraińską Powstańczą Armią. Indywidualne nagrobki wykonane są z szarego granitu (przed remontem z 2004 miały formę grobów ziemnych z betonowymi obramowaniami i jedną tablicą imienną). Groby nie stanowią zwartej kwatery wojennej. Łączy je akcent centralny w postaci metalowej iglicy z polskim orłem. Centralna tablica zawiera napis: "PAMIĘCI ŻOŁNIERZY WOJSKA POLSKIEGO / POLEGŁYCH W OBRONIE OJCZYZNY W WALKACH Z UPA /  LATACH 1945-1947".

## Galeria

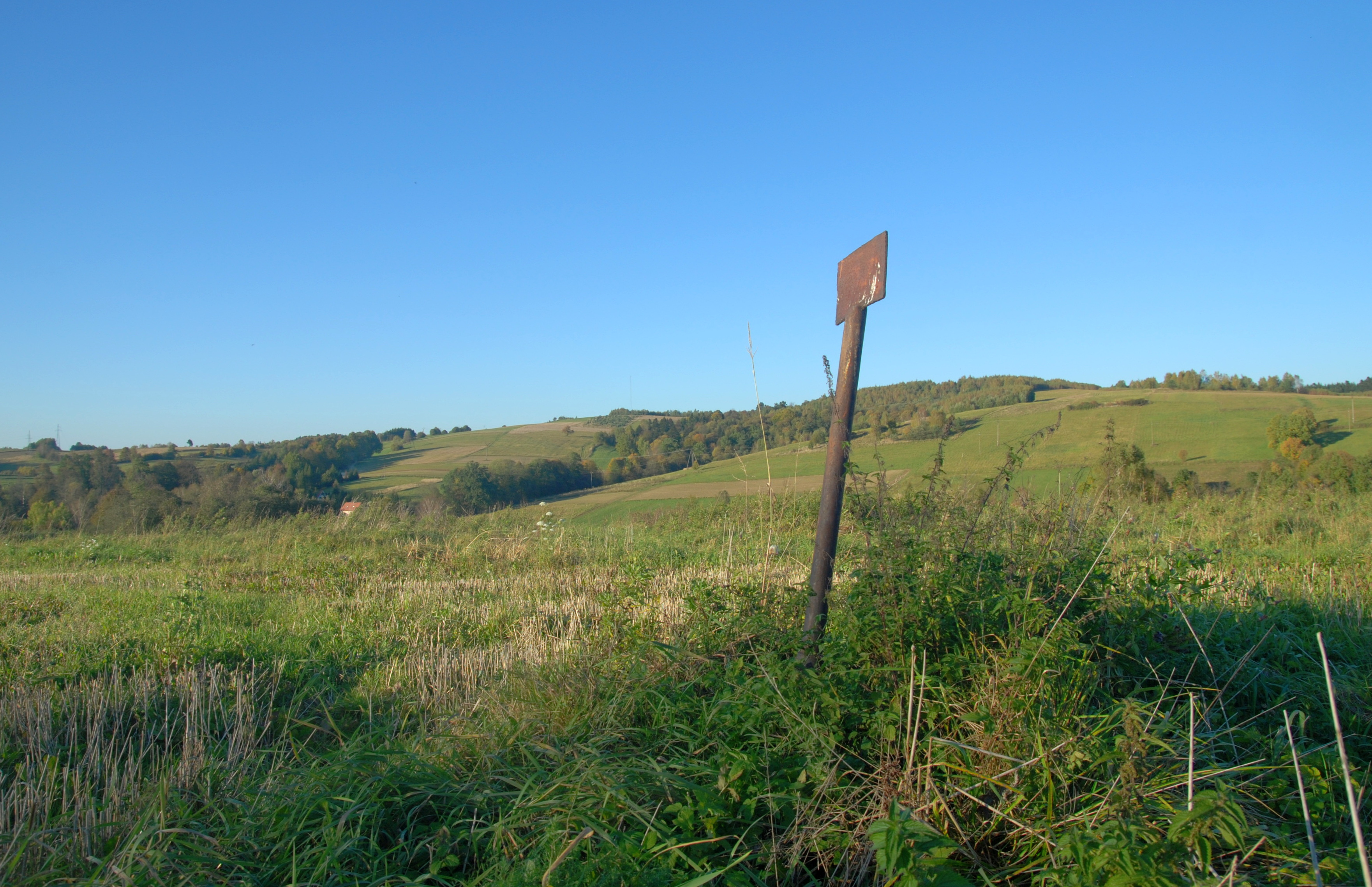
„Kuźmina-1”, najgłębszy odwiert w Polsce
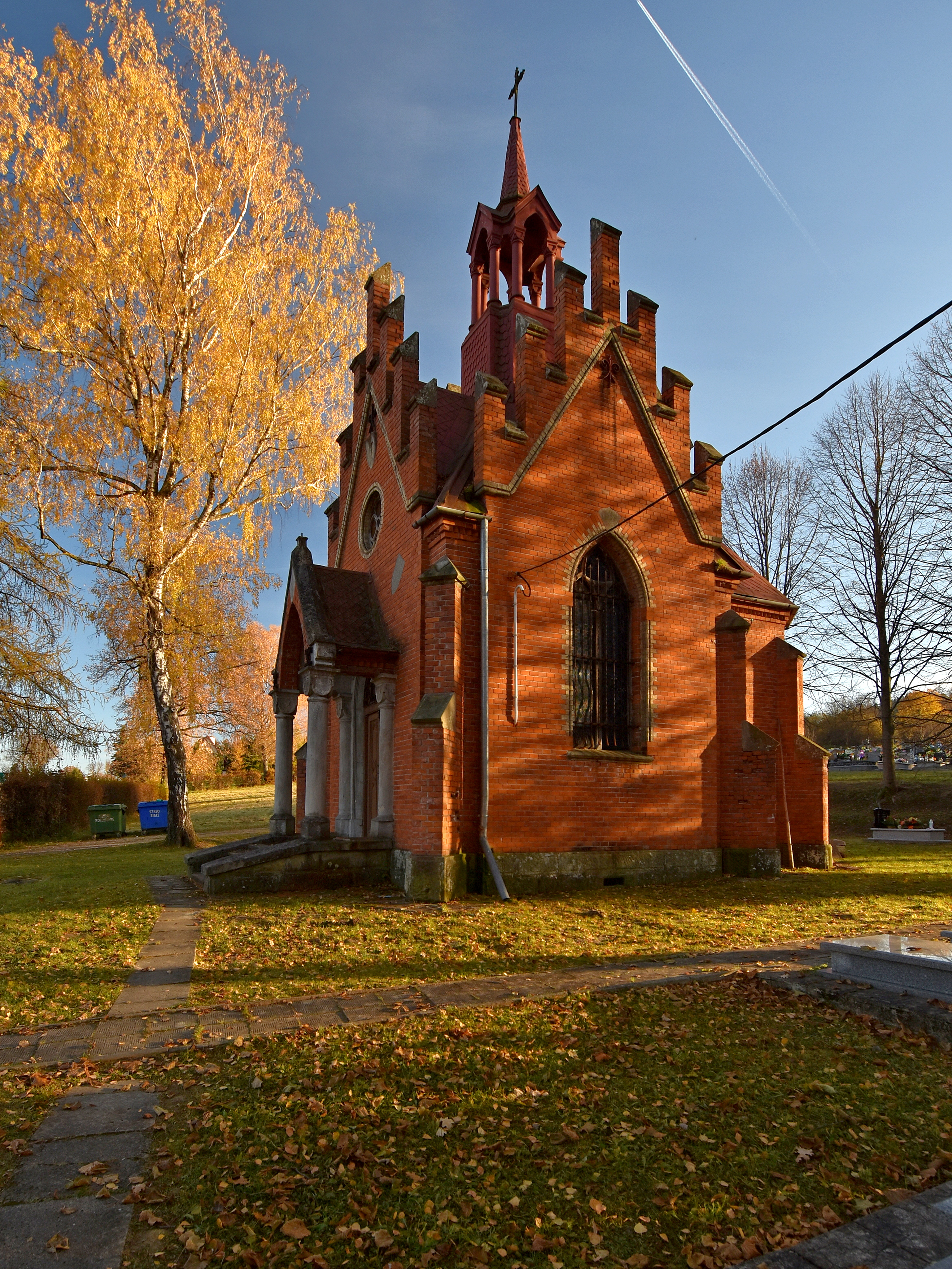
Kaplica cmentarna
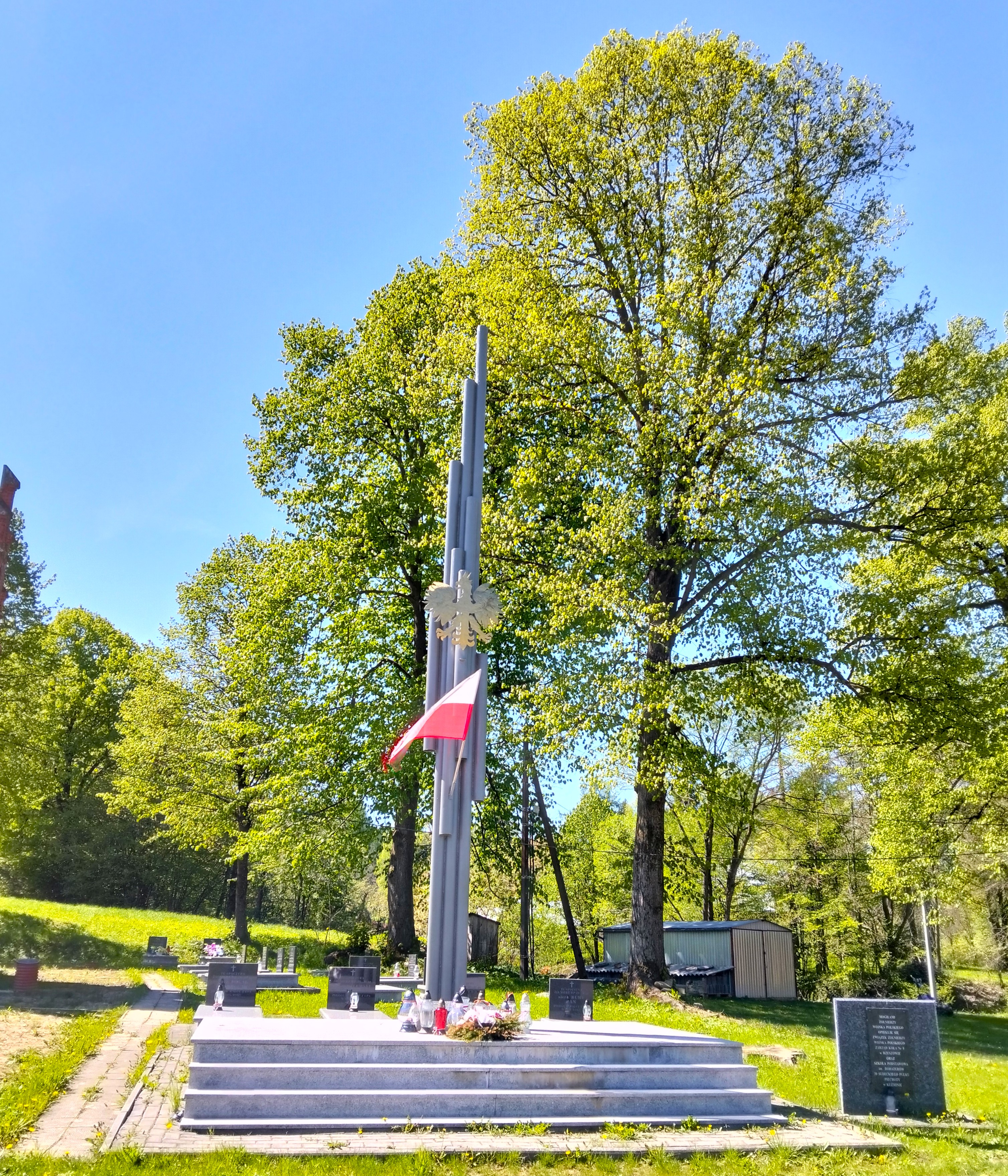
Pomnik żołnierzy Wojska Polskiego poległych w walkach z UPA
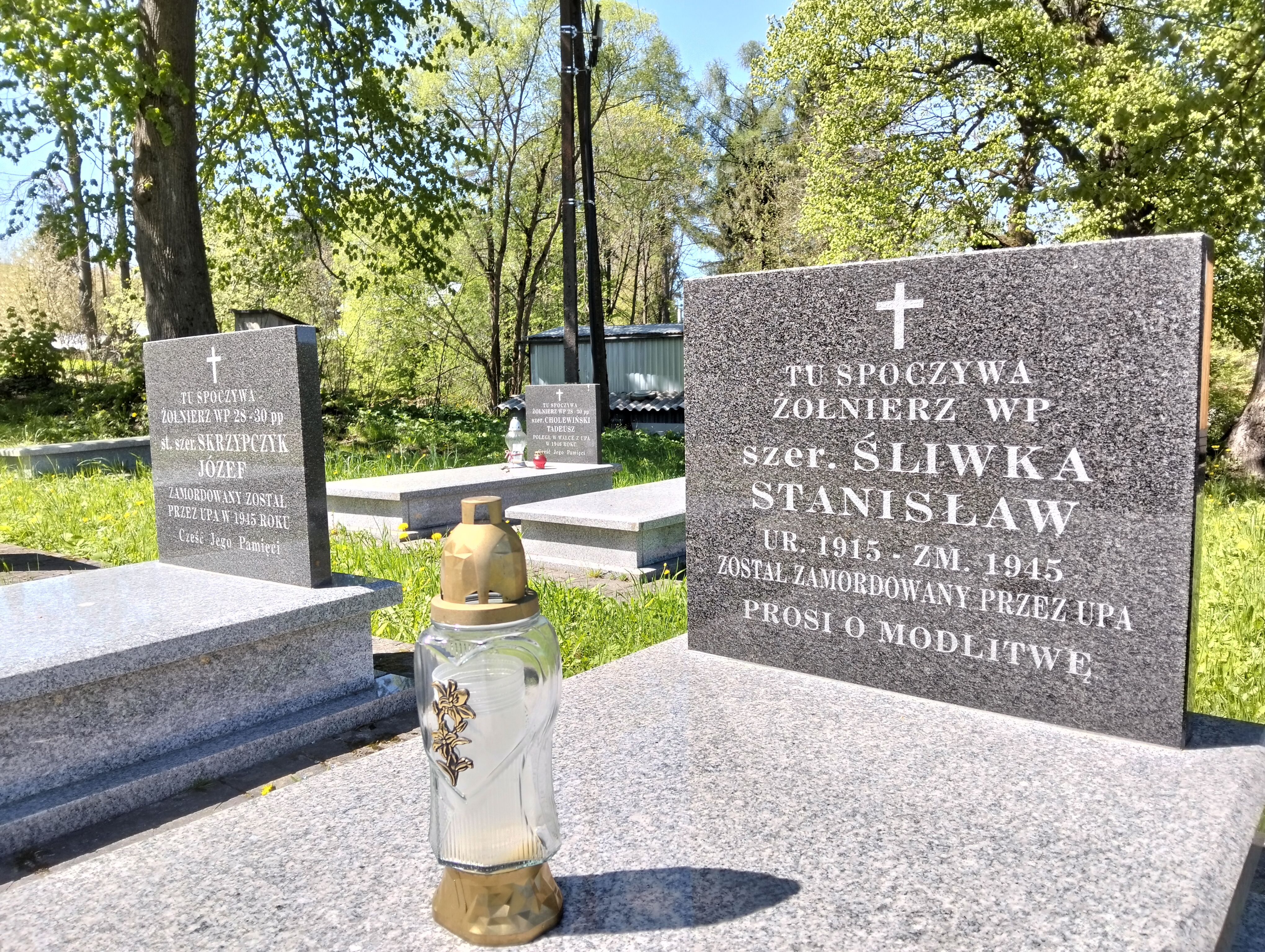
Kwatera poległych w walkach z UPA

## Wyznania

### Katolicy obrządku wschodniego
W Kuźminie znajduje się drewniana cerkiew św. Dymitra, zbudowana w 1814 fundacji Woźniaków. W 1880 kościół liczył 90 wiernych, msze odbywały się nieregularnie. Do 1926 cerkiew podlegała greckokatolickiej parafii w Leszczawie Górnej, a potem parafii greckokatolickiej w Krecowie, po wojnie użytkowana przez rzymskich katolików jako kościół parafialny pw. Matki Bożej Nieustającej Pomocy.

### Katolicy obrządku łacińskiego
W 1880 parafia łacińska w Tyrawie liczyła 560 wiernych z Kuźminy.

## Demografia
- 1785 mieszkało tu 103 grekokatolików, 265 rzymskich katolików i 5 Żydów.
- 1840 i w 1859 – 250 grekokatolików,
- 1880 – 560 katolików, 90 grekokatolików
- 1899 – 144 grekokatolików,
- 1926 – 320 grekokatolików
- 1929 – 924 mieszkańców
- 1938 – 246 grekokatolików.
  - (brak danych o innych mieszkańcach, do uzupełnienia)

## Transport
- 28 Zator – Wadowice – Nowy Sącz – Gorlice – Biecz – Jasło – Krosno – Sanok – Przemyśl – Medyka.
- 890 Kuźmina – Krościenko